# 気まぐれプリンセス
『気まぐれプリンセス』（きまぐれプリンセス）は、モーニング娘。の41枚目のシングル。2009年10月28日に発売された。

## 概要
前作「なんちゃって恋愛」から約2ヶ月半ぶりのリリース。
2009年発売のシングル第4弾で、久住小春の卒業前の最後のシングル。
2007年7月に発売された34thシングル「女に 幸あれ」から2年3ヶ月間続いた9人体制の最後のシングル。
「初回生産限定盤A」は、CD+DVD（Dance Shot Ver.）、「初回生産限定盤B」は、CD+DVD（Close-up Ver.）、「初回生産限定盤C」は、差替えジャケット10種（ソロ9種+集合：5枚）が封入、「通常盤」と合わせ前作に続き4形態で発売された。
「初回生産限定盤A」、「初回生産限定盤B」、「初回生産限定盤C」、「通常盤」（初回仕様）共に、イベント抽選シリアルナンバーカードが封入されている。
レコチョク限定ミュージック・ビデオを期間限定配信。
10月7日ランキングで1位を獲得。
本作のミュージック・ビデオは、茨城県土浦市にある教会で撮影された。
ミュージック・ビデオで、帽子をかぶっていたメンバーは、高橋愛、新垣里沙、亀井絵里、光井愛佳の4人。

### 発売記念イベント
抽選イベントと別に、2009年10月31日に『モーニング娘。全シングル カップリングコレクション』発売記念イベント終了後に握手会を開催。よみうりランドオープンシアターEASTで開催のシングル発売記念イベントは「LOVEマシーン」以来10年ぶり。

## 規格品番

### 初回生産限定盤A
- CD：EPCE-5667
- DVD：EPCE-5668

### 初回生産限定盤B
- CD：EPCE-5669
- DVD：EPCE-5670

### 初回生産限定盤C
- EPCE-5671

### 通常盤
- EPCE-5672

## 収録曲
全作詞・作曲：つんく
1. 気まぐれプリンセス
編曲：大久保薫
テレビ東京系列『ザ・逆流リサーチャーズ』10月 - 12月エンディングテーマ
サウンドのテーマは「ロシアンロック」。Aメロではテープの回転数を落とし歌をレコーディング、それを通常のスピードに戻し再生、最後にデジタル処理を施した。サビでは大らかに歌うようメンバーに指示したため、各メロディーごとに歌唱法が異なる。
センターは亀井絵里。コサックダンスのフォーメーション。メインボーカルは高橋愛、亀井絵里。
『モーニング娘。コンサートツアー2009秋　〜ナインスマイル〜』松戸公演（森のホール21 大ホール）で2009年9月19日、初披露。
2023年に発売された『モーニング娘。ベストセレクション 〜The 25周年〜』では井上春華・弓桁朱琴を除く当時の現役メンバー（本作のメンバーは全員卒業済、リーダーは譜久村聖）によるセルフカバーバージョンを収録。ヴォーカルレコーディングは先述の手法が踏襲されている。
2. 愛して 愛して 後一分
編曲：平田祥一郎
3. 気まぐれプリンセス (Instrumental)

## 参加メンバー
- 5期：高橋愛、新垣里沙
- 6期：亀井絵里、道重さゆみ、田中れいな
- 7期：久住小春
- 8期：光井愛佳、ジュンジュン、リンリン

## 参加アーティスト
- 大久保薫 - キーボード&プログラミング（1）
- 大先生室屋ストリングス - ストリングス（1）
- 鎌田浩二 - ギター（1）
- 高橋愛 - コーラス（1,2）
- 平田祥一郎 - プログラミング（2）
- 新垣里沙 - コーラス（2）
- 亀井絵里 - コーラス（2）

## 収録アルバム
- ⑩ MY ME
- ベスト! モーニング娘。20th Anniversary
- モーニング娘。ベストセレクション 〜The 25周年〜（23 Ver.）